# Sony Music Audition
Sony Music Audition（ソニー ミュージック オーディション）は、ソニー・ミュージックエンタテインメントの新人開発・育成部門であるSound Developmentが、2001年から2002年にかけて開催したオーディション。ソニーミュージックグループとしては、1988年のCBS・ソニーオーディション以来の大規模オーディションだった。応募総数3万7319通。
2002年3月26日、Zepp Tokyoでのファイナルイベント（公開最終審査）に10組が進出、5組が合格しデビューが決定した。（最終的なデビュー者はこれより多い）

## デビューしたアーティスト
- SOUL'd OUT: 2003年1月22日 SMER
- 玉置成実: 2003年4月23日 SMR
- Cheri: 2003年8月6日 東芝EMI
- 北出菜奈: 2003年10月29日 DefSTAR
- 平川地一丁目: 2003年11月6日 DefSTAR
- ji ma ma: 2004年1月21日 Sony Music Japan International
- PANGAEA: 2004年4月28日 SMR
- OLD: 2004年9月23日 SMR
- 紗希: 2006年6月21日 パームビーチ